# Respekt Coaches
Respekt Coaches  wird vom Bundesministerium für Familie, Senioren, Frauen und Jugend gefördert. Ziel des Programms ist ein verständnis- und respektvolles Miteinander an deutschen Schulen. Es richtet sich an allgemeinbildende und berufliche Schulen. Schülerinnen und Schüler ab der 7. Klasse lernen durch interaktive Gruppenangebote, Exkursionen und sozialpädagogische Begleitung, sich im Diskurs mit anderen zu positionieren und unterschiedliche Auffassungen oder religiöse Überzeugungen zu respektieren. Das Programm wird bundesweit an 276 Standorten durch die Jugendmigrationsdienste (JMD) umgesetzt (Stand Januar 2022). Stellenvoraussetzung ist ein (Fach-)Hochschulabschluss aus dem Bereich der Sozialen Arbeit, der Sozialpädagogik oder einem verwandten Bereich mit vergleichbarem Inhalt.

## Pädagogische Methode des Programms
Das Bundesprogramm Respekt Coaches/Anti-Mobbing-Profis verfolgt einen primärpräventiven Ansatz. Die Angebote der Respekt Coaches richten sich an alle Schülerinnen und Schüler und sind als vorbeugende Maßnahme gegen Radikalisierungstendenzen anzusehen. Im Kern geht es dabei um Kompetenz- und Persönlichkeitsentwicklung, aber auch um Wissensvermittlung sowie Empowerment der Jugendlichen. In Gruppenangeboten haben die jungen Menschen die Möglichkeit, über ihre Erfahrungen zu sprechen. Dabei lernen sie, Themen, die ihnen wichtig erscheinen, in respektvoller Weise zu diskutieren. Hierdurch wird der Dialog miteinander in der Klasse gefördert und die Selbstwirksamkeit der einzelnen Schülerinnen und Schüler gestärkt. Die einzelnen Themen der jeweiligen Gruppenangebote sind vielfältig und orientieren sich an den aktuellen Situationen an den Schulen. Hierfür analysieren die Respekt Coaches in Zusammenarbeit mit den Schulen, was am besten auf die Situation der Schulen vor Ort passt. Die Schülerinnen und Schüler beschäftigen sich mit Themen wie interkulturelle und interreligiöse Kompetenzen, Demokratie, menschenfeindliche Ideologien und Ausgrenzungen, Mobbing im religiösen Kontext, Geschlechterrollen oder dem Umgang mit sozialen Medien. Indem sich die Jugendlichen mit diesen Aspekten auseinandersetzen, können Radikalisierungsfaktoren von Anfang an eingedämmt werden.
Zusammenfassend werden folgende Profilmerkmale des Programms hervorgehoben:
- Primärprävention gegen jede Form von Extremismus, Rassismus und gruppenbezogener Menschenfeindlichkeit,
- Vermittlung der Grundwerte einer demokratischen Gesellschaft,
- Unterstützung der jungen Menschen für eine aktive Teilhabe in der Gesellschaft,
- Förderung einer diskriminierungskritischen und diversitätsbewussten Haltung,
- Vermittlung von individuellen Lebensperspektiven.

## Die konkrete Umsetzung an den Schulen
Das Angebot der Respekt Coaches richtet sich an alle Schülerinnen und Schüler ab dem siebten Schuljahr. Die Kooperation zwischen Respekt Coaches und der Schule wird mittels Kooperationsvereinbarung geregelt. Die Respekt Coaches erfüllen drei Kernaufgaben:
1. Sie definieren gemeinsam mit der Kooperationsschule den Unterstützungsbedarf und fertigen mit ihrer Hilfe ein Präventionskonzept an.
2. Sie koordinieren die primärpräventiven Gruppenangebote für die Schülerinnen und Schüler und setzen diese gemeinsam mit sozialpädagogischen Fachkräften der politischen Jugendbildung und der Extremismusprävention um.
3. Sie führen eigene Gruppenangebote durch.

Die Gruppenangebote richten sich in der Regel an den Klassenverband. Indem unterschiedliche Weltanschauungen und Lebensweisen zur Sprache kommen, sollen die Schüler interkulturelle und interreligiöse Kompetenzen erlernen, sich selbst im Diskurs mit anderen zu positionieren, unterschiedliche Meinungen auszuhalten und menschenfeindliche Erklärungsmuster zu erkennen. Die Respekt Coaches können Schüler außerdem individuell beraten und sie über weitere Beratungsangebote informieren.